# Ernest Louis van Hardenbroek van Lockhorst (1862-1912)

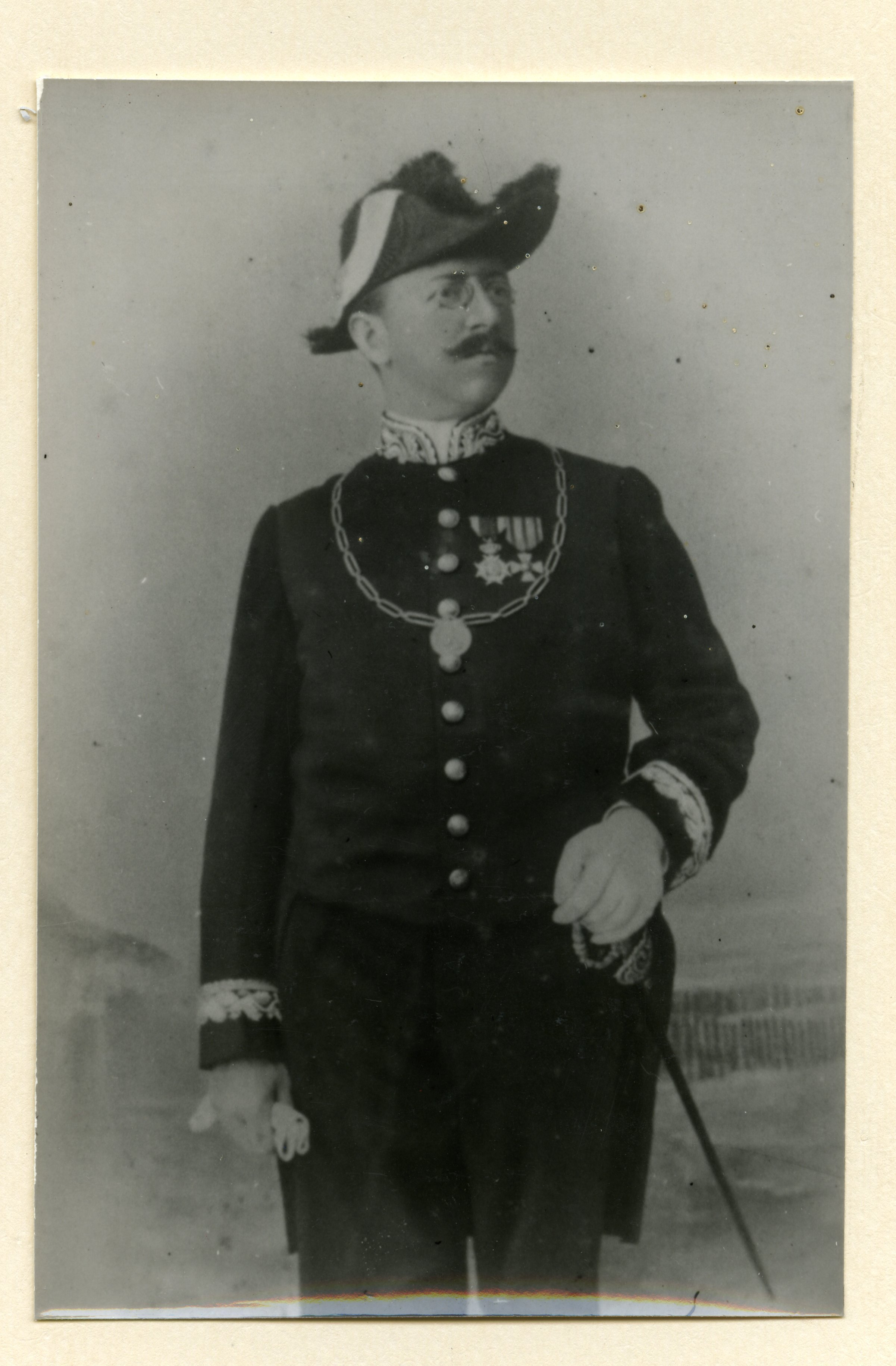
E.L. baron van Hardenbroek van Lockhorst

Ernest Louis baron van Hardenbroek van Lockhorst (Utrecht, 10 februari 1862 - Den Haag, 20 januari 1912) was tussen december 1901 en maart 1908 burgemeester van Noordwijk.
Met zijn ervaring als oud-burgemeester van de badplaats Domburg zorgde hij in zeven jaar tijd voor een aantal vernieuwingen in Noordwijk. Zo deed hij in 1902 eigenhandig een verzoek in de gemeenteraad om de openingstijden van de cafés in het dorp te verruimen. Bij een mondaine badplaats als Noordwijk kon het, aldus Van Hardenbroek van Lockhorst, namelijk niet zo zijn dat de tapperijen al om half elf 's avonds dicht gaan. Een verruiming van een half uur kon in zijn ogen al heel wat betekenen. 
Wellicht de belangrijkste verordening die onder zijn leiding tot stand kwam, was de ‘Verordening op het gebruik van de Zeebaden en het Strand’ in juni 1903. Volgens de burgemeester was de noodzakelijkheid gebleken om regels op het strand in te voeren en aldaar een beter beleid over te voeren. Er kwamen zestien artikelen die strikt moesten worden nageleefd.
In maart 1908 werd burgemeester Van Hardenbroek eervol ontslag verleend. Hij vertrok naar Rijswijk in Zuid-Holland om aldaar het ambt van burgervader over te nemen.
In 1912 overleed hij.